# Hotelový dům EXPO
Hotelový dům EXPO (Rezidence EXPO) v Karlíně v Praze stojí na Sídlišti Invalidovna u nákupního centra. Od roku 2002 je chráněn jako nemovitá kulturní památka České republiky.

## Historie
Hotelový dům byl postaven v letech 1960–1965 podle projektu architektů Josefa Poláka a Vojtěcha Šaldy jako součást experimentálního sídliště Invalidovna. Nový směr 60. let 20. století navazoval na moderní architektonickou tvorbu a odklonil se od formálních slohových schémat období takzvané „Sorely“. Architektura stavby koncepčně vychází ze vzoru Le Corbusierových „Obytných jednotek“ - malé bytové jednotky měly účelný vestavěný nábytek a zajištěné služby péče o domácnost v rámci domu.
Dům byl kolem roku 2010 celkově rekonstruován. Má zachovalý interiér vstupní haly se stropními svítidly a typickým bruselským mobiliářem, dvojici sedaček před hlavním vchodem a terasovitou úpravu zahrádky na západní straně.

## Popis
Charakteristickým prvkem jedenáctipatrového panelového domu je závěsný kovový fasádní plášť s parapety a nadokenními prvky z lisovaného plechu. Obytná patra jsou vynášena volně stojícími a směrem vzhůru se rozšiřujícími podpěrami. Ve střední části přízemí je rozlehlá prosklená hala. Při výstavbě byla užita progresivní stavební technologie stropních panelových konstrukcí, která umožnila nové dispoziční řešení bytových jednotek.

## Další informace
- V domě bydlel například spisovatel Vladimír Páral, fotbalista Andrej Kvašňák, herci Miloš Kopecký, Vlastimil Brodský a Helga Čočková, zpěvák Milan Chladil a cyklista Ondřej Sosenka.
- Odehrává se zde děj interaktivního filmu režiséra Radúze Činčery pro Kinoautomat na Expo 1967 v Montrealu.[3]